# Mickey Grimes
Mickey Grimes (* 10. Oktober 1976) ist ein ehemaliger US-amerikanischer Sprinter.

## Leben
2001 gehörte er zum US-Quartett, das bei den Leichtathletik-Weltmeisterschaften in Edmonton den ersten Platz in der 4-mal-100-Meter-Staffel belegte und nachträglich wegen des Dopings von Tim Montgomery disqualifiziert wurde.
Bei den Panamerikanischen Spielen 2003 in Santo Domingo kam er über 100 m und in der 4-mal-100-Meter-Staffel auf den ersten Platz, wurde aber wegen der Einnahme von Ephedrin disqualifiziert und verwarnt.
2004 wurde er bei den Leichtathletik-Hallenweltmeisterschaften in Budapest Vierter über 60 m. 
Am 25. Mai 2004 wurde er bei einer Dopingkontrolle positiv auf Norandrosteron getestet und daraufhin für zwei Jahre gesperrt.

## Persönliche Bestzeiten
- 50 m (Halle): 5,69 s, 20. Januar 2001, Los Angeles
- 60 m (Halle): 6,55 s, 1. März 2003, Boston
- 100 m: 9,99 s, 15. August 2003, Zürich
- 200 m: 20,31 s, 18. April 2004, Walnut